# Джереми, Рон
Рон Джереми (англ. Ron Jeremy, настоящее имя Рональд Джереми Хайетт (англ. Ronald Jeremy Hyatt), прозвище — «The Hedgehog»; род. 12 марта 1953) — американский порноактёр и режиссёр, член Гильдии театральных актёров США. Значится в Книге рекордов Гиннесса за наибольшее число ролей во «взрослых» фильмах (более 1900). Позиция № 1 в списке «Пятьдесят великих порнозвёзд» по версии журнала AVN.

## В начале пути
Рон Джереми родился в Квинсе (Нью-Йорк) в состоятельной еврейской семье. Отец — физик, мать — редактор, в годы Второй мировой войны служила в американской разведке переводчиком с немецкого и французского языков.
Рон Джереми учился в школе — Cardozo High School (англ.). Затем продолжил учёбу в нью-йоркском Queens College (англ.), где получил степень бакалавра и магистра по театральному мастерству.
Первую роль Рон Джереми сыграл в комедии в 1977 году. 1979 год стал годом появления Рона в hardcore-фильме.

## Карьера и слава
В начале семидесятых годов XX века порно вышло из подполья, одним из самых нашумевших фильмов времени стал фильм «Глубокая глотка». И одним из первых актёров, кто оказался в зените славы, стал Рон Джереми. Также позировал для журнала Playgirl, что стало ещё одной причиной для начала карьеры в порноиндустрии.
Восьмидесятые и девяностые годы сделали Джереми преуспевающей персоной на своем поприще. Он стал победителем в специфической номинации Книги рекордов Гиннеса «Самое большое количество ролей в фильмах для взрослых» (более 1990 — в качестве актёра и 275 фильмов — в качестве режиссёра).
Рон Джереми принимал участие и в художественных фильмах, таких как «Высший пилотаж», «Святые из Бундока», «Адреналин 2: Высокое напряжение» и так далее. Был консультантом «Ночей в стиле буги» и нескольких других проектов.

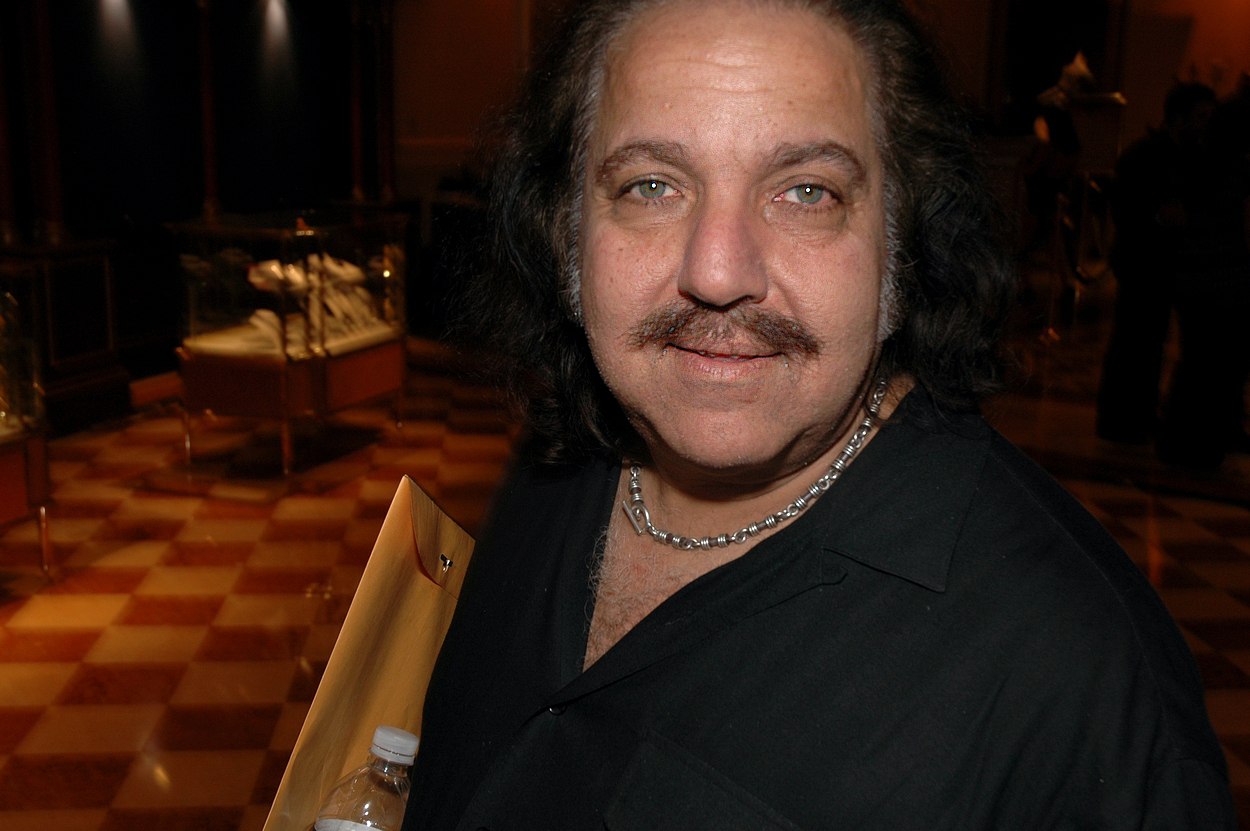
Рон Джереми в Венецианском отеле. Лас-Вегас, 2008 год

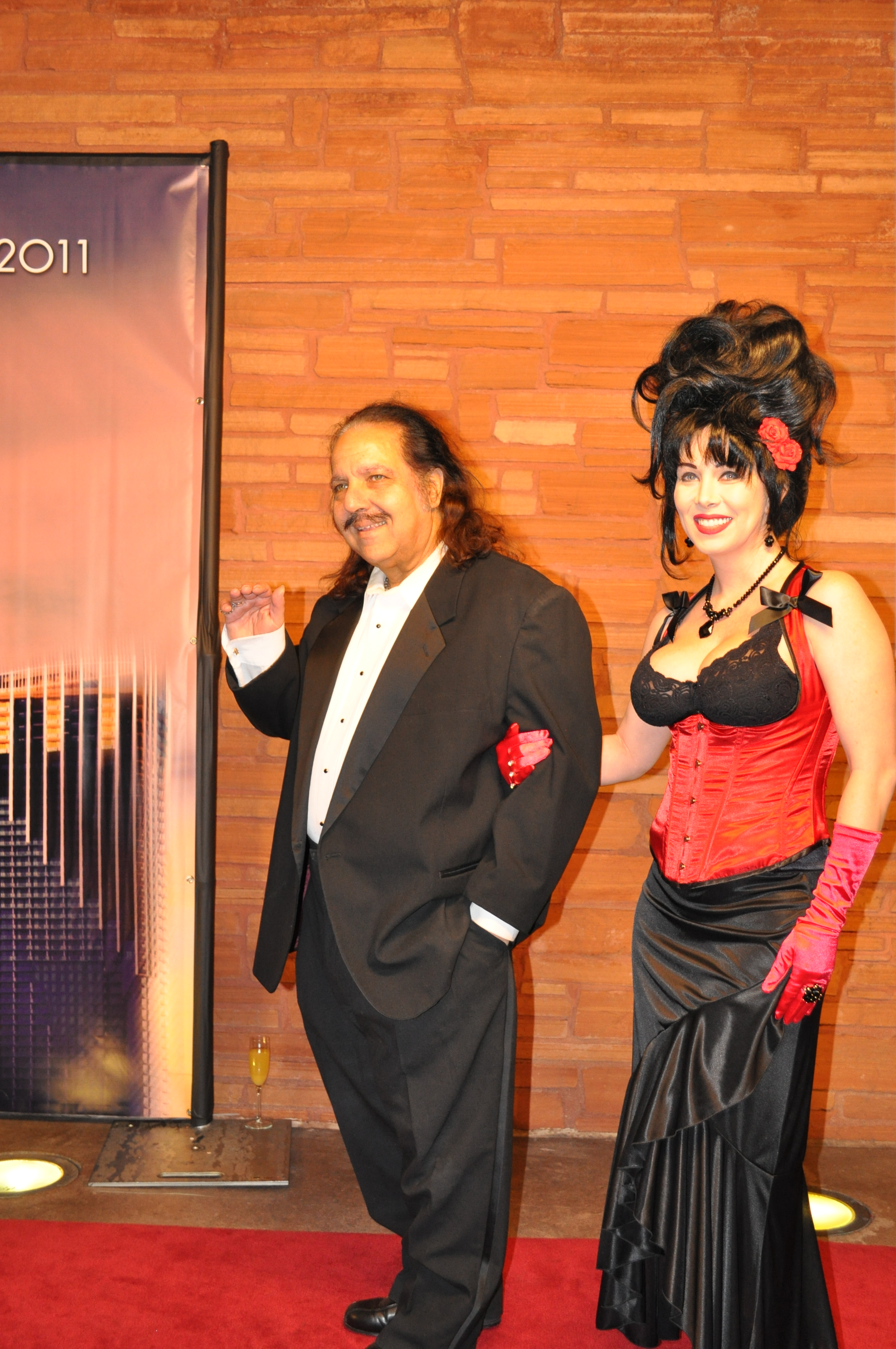
AVN Awards, 2011 год

Рон Джереми в 2001 году снялся в документальном фильме, посвящённом себе.
В 2007 году выпустил мемуары «Самый работящий мужик в шоубизе».
В настоящее время Рон Джереми продолжает участвовать в различных проектах порно- и шоу-индустрии. Вместе с Зои Бриттон владеет порностудией New Star Production.
В 2020 году актёру Рону Джереми предъявлены обвинения по восьми пунктам в трёх изнасилованиях, трёх случаях насильственных действий и принуждении к сексу в 2014, 2017 и 2019 году (пятое обвинение от 2016 года было отклонено прокурорами из-за недостатка доказательств), об этом сообщает «Variety».

## Интересные факты
- Директор ЦРУ Джордж Тенет и Рон Джереми были одноклассниками[10][11].
- Рон Джереми, полуголый и в наручниках, позировал для плакатов общества по этичному обращению с животными, рекламирующих кастрацию кошек и собак, под слоганом «Перебор секса бывает вредным» («Too much sex can be a bad thing. Spay and neuter your cats and dogs»).
- Персонаж взят в компьютерную игру Postal III в роли Мэра Чомо, наркобарона и владельца порномагазина[12].
- В 2007 году Джереми снялся в клипе на песню The Plot To The Bomb The Panhandle группы A Day To Remember[13].
- В 2011 году Джереми снялся в клипе на песню Sexy and I Know It группы LMFAO.
- С 2011 года представляет ром своего имени «Ron de Jeremy», производящийся в Панаме.
- В 2013 году Джереми снялся в клипе на трек Армина ван Бьюрена This is what it feels like.
- 17 января 2014 на YouTube был загружен пародийный клип с Роном Джереми на песню Майли Сайрус «Wrecking Ball»[14][15].

## Частичная фильмография в художественном кино
С полным списком можно ознакомиться на сайте IMDB

| Год  |    | Русское название                      | Оригинальное название                                           | Роль                       |
| ---- | -- | ------------------------------------- | --------------------------------------------------------------- | -------------------------- |
| 1986 | ф  | Подцеплен по-крупному                 | 52 Pick-Up                                                      | завсегдатай на вечеринке   |
| 1989 | ф  | Ярость в клетке                       | Caged Fury                                                      | прыщавый                   |
| 1989 | ф  | Насмерть                              | Dead Bang                                                       | байкер                     |
| 1993 | ф  | Адская жёнушка                        | Housewife from Hell                                             | Винс Бедло                 |
| 1994 | ф  | Погоня                                | The Chase                                                       | оператор                   |
| 1994 | ф  | Атомная школа 3                       | Class of Nuke 'Em High 3: The Good, the Bad and the Subhumanoid | профессор                  |
| 1994 | ф  | Убить Зои                             | Killing Zoe                                                     | консьерж в банке           |
| 1997 | ф  | Тромео и Джульетта                    | Tromeo and Juliet                                               | бездомный                  |
| 1997 | ф  | Джордж Уоллес                         | George Wallace                                                  | демонстрант                |
| 1997 | ф  | Оргазмо                               | Orgazmo                                                         | Кларк / Jizzmaster Zero    |
| 1999 | ф  | Беспредельный террор                  | Terror Firmer                                                   | отец Кейси                 |
| 1999 | ф  | Святые из Бундока                     | The Boondock Saints                                             | Винченцо Липацци           |
| 1999 | ф  | Детройт — город рока                  | Detroit Rock City                                               | эмси в стрип-клубе         |
| 2000 | с  | Детектив Нэш Бриджес                  | Nash Bridges                                                    | Кевин Катлер               |
| 2000 | ф  | Американская девственница             | American Virgin                                                 | играет себя                |
| 2000 | ф  | Азартные игры                         | Reindeer Games                                                  | заключённый                |
| 2000 | ф  | Гражданин Токси: Токсичный мститель 4 | Citizen Toxie: The Toxic Avenger IV                             | мэр Голдберг               |
| 2001 | с  | Журнал мод                            | Just Shoot Me!                                                  | оператор                   |
| 2001 | мс | Гриффины                              | Family Guy                                                      | озвучивает себя            |
| 2002 | ф  | Высший пилотаж                        | Spun                                                            | играет себя                |
| 2002 | ф  | Правила секса                         | The Rules of Attraction                                         | пианист                    |
| 2003 | ф  | Брюс Всемогущий                       | Bruce Almighty                                                  | человек в магазине         |
| 2006 | ф  | Атака куриных зомби                   | Poultrygeist: Night of the Chicken Dead                         | Сумасшедший Рон            |
| 2007 | ф  | Гомо Эректус                          | Homo Erectus                                                    | Уг                         |
| 2009 | ф  | Адреналин 2: Высокое напряжение       | Crank: High Voltage                                             | играет себя                |
| 2011 | ф  | Чиллерама                             | Chillerama                                                      | Капитан Толстяк / Playbear |
| 2017 | ф  | Атомная школа: Возвращение. Часть 2   | Return to Return to Nuke 'Em High AKA Volume 2                  | бог                        |

## Видеоигры
Является персонажем игр: Celebrity Deathmatch (2003), Leisure Suit Larry: Magna Cum Laude (2004), Postal III (2011), BoneTown (2008).

## Награды
- 1983 AFAA Award — Лучшая роль второго плана (Suzie Superstar)[16]
- 1984 AFAA Award — Лучшая роль второго плана (All the way in)[16]
- 1986 AVN Award — Лучшая роль второго плана (Candy Stripers II)[17]
- 1991 AVN Award — Лучшая роль второго плана (Playin' Dirty)[17]
- 2004 AFWG Award — Crossover Performer of the Year[18]
- 2004 FICEB Award — Лучший актёр (The Magic Sex Genie — International film grup)[19][20]
- 2006 F.A.M.E. Award — Любимый порноактёр[21]
- 2008 Зал славы Legends of Erotica[22]
- 2009 Free Speech Coalition Award — Positive Image Award[23]
- 2013 The Sex Awards — Достижение жизни (1st time awarded)[24]